# 黑克森斯泰因山

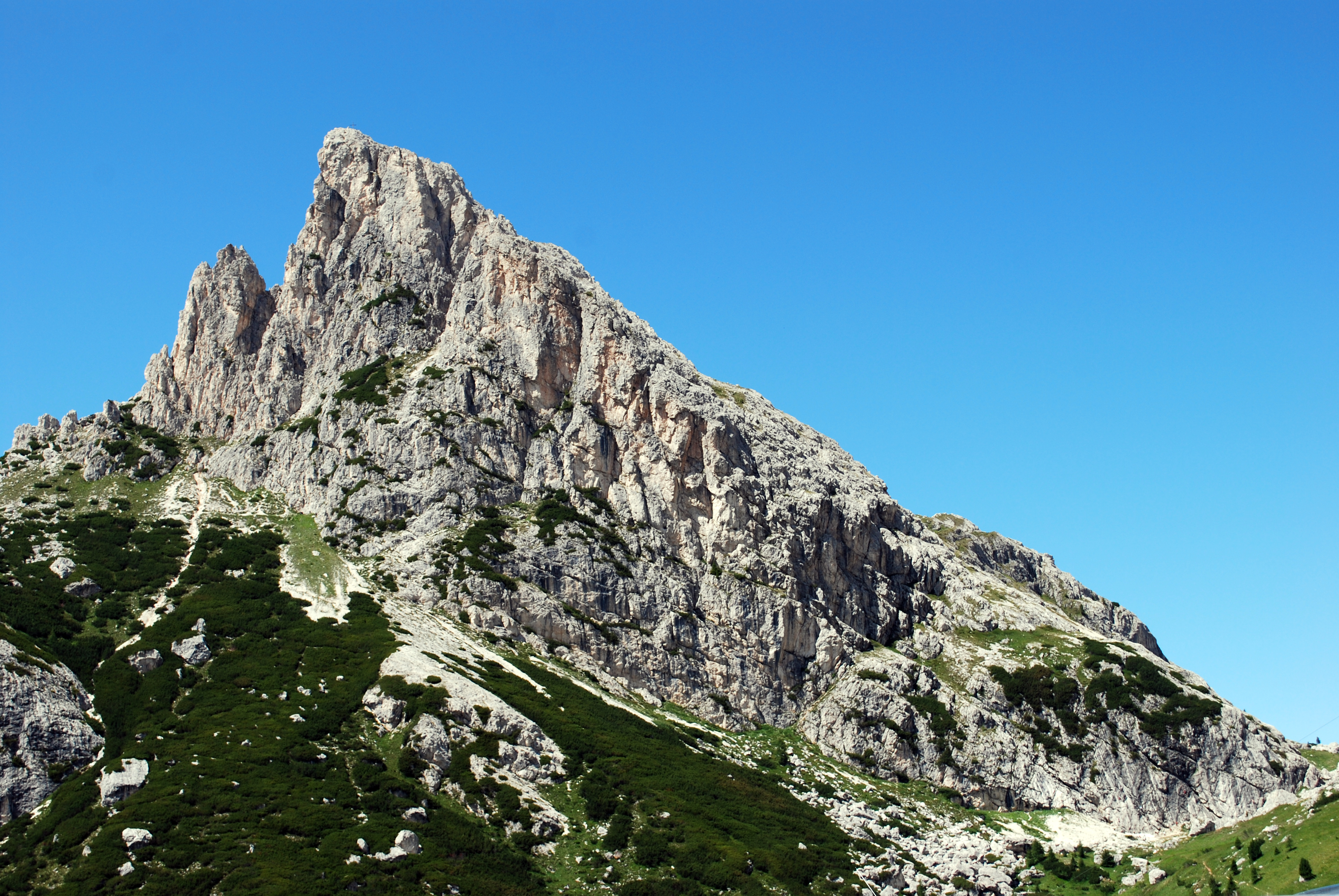

46°31′16″N 11°59′49″E / 46.52111°N 11.99694°E
黑克森斯泰因山（義大利語：Sass de Stria），是意大利的山峰，位於該國東北部，由威尼托大區負責管轄，屬於多洛米蒂山的一部分，海拔高度2,477米，人類在1899年8月12日首次登頂。